# 湘灵鼓瑟
《湘灵鼓瑟》是唐代诗人钱起所作的一首五言诗。

## 背景
《湘灵鼓瑟》作于天宝年间，全诗见于《钱考功集》卷六，题为《省试湘灵鼓瑟》。《诗话总龟》称其为省题诗中的佳作。
《旧唐书·钱徽传》卷一六八载有钱起月夜闻鬼谣的故事，称其“尝于客舍月夜独吟,遽闻人吟于庭曰:“曲终人不见,江上数峰青。”起愕然,摄衣视之,无所见矣,以为鬼怪,而志其一十字。起就试之年,李暐所试《湘灵鼓瑟》诗题中有青字,起即以鬼谣十字为落句,深嘉之,称为绝唱。”

## 内容
《湘灵鼓瑟》描绘了湘水女神在月夜中鼓瑟的情景，展现了钱起对自然景象和神话传说的深刻理解与诗意描绘。诗中，湘灵在明月照耀下，面对潇湘江水，优雅地弹奏瑟琴。琴声悠扬，仿佛与自然融为一体，江水也似乎因她的音乐而停滞。整首诗以简洁的语言和优美的意境，表现出一种神秘而宁静的氛围。
钱起的《湘灵鼓瑟》不仅描写了湘灵鼓瑟的美妙场景，还通过细腻的笔触和优雅的意象，表现出诗人对大自然的赞美和对神话传说的浪漫想象。该诗明显受到《楚辞·九歌》的影响,极力渲染在神话色彩十分浓厚的特殊环境中的音乐之美。
这首诗突显了钱起高超的诗歌艺术技巧和深厚的文化底蕴，使其成为唐代诗歌中的经典之作。